# Metrolinje 2 i Paris
Metrolinje 2 i Paris er en undergrundsbane på metronettet i Paris, Frankrig.